# Araneus desierto
Araneus desierto Levi, 1991 è un ragno appartenente alla famiglia Araneidae.

## Distribuzione
L'olotipo femminile è stato rinvenuto in una località del Messico centrale: nel parco nazionale Desierto de los Leones, a pochi Km da Distrito Federal.

## Tassonomia
Non sono stati esaminati esemplari di questa specie dal 1991
Attualmente, a dicembre 2013, non sono note sottospecie